# Otto Dahlmann
Otto Dahlmann (* 7. Januar 1921 in Elberfeld; † 2007 in Dresden) war ein deutscher Autor. Er schrieb Texte für das politisch-satirische Kabarett.

## Schriften (Auswahl)
- Und dann begann das schönere Leben. 1949.
- Ein ganz einfacher Knoten. Halle 1950.
- Der Kampf um das bessere Morgen. 1950.
- Nur einen Tag Frieden? 1950.
- Das neue Feld. 1950.
- Ein zehntel Millimeter. Halle [1952].